# Josip Kalčič
Jože (Josip) Kalčič, slovenski skladatelj, dirigent in profesor, pionir elektronske glasbe, * 12. februar 1912, Trniče, Avstro-Ogrska, † 1995, Beograd.

## Mladost in študij glasbe
Jože Kalčič se je rodil 12. februarja 1912 v Trničah v takratni Avstro-Ogrski materi Mariji (rojeni Petek) in očetu Mihaelu. Na kmetiji je že zgodaj pokazal zanimanje za glasbo in pri šestnajstih letih začel peti v cerkvenem zboru ter igrati na harmonij. Leta 1929 je opravil sprejemne izpite za orglarsko šolo v Celju in se hkrati vpisal v šolo Glasbene Matice, kjer se je učil igranja violine in klavirja.  
Leta 1932 se je vpisal na ljubljanski Konservatorij, čigar direktor je bil takrat Matej Hubad. Med priznanimi profesorji Konzervatorja je učenje klavirja vodil Lucijan Marija Škerjanc, kontrapunkta Slavko Osterc, dirigiranja pa Danilo Švara. Med študijem je bival v samostanu na Viču kot zborovodja, organist in organizator koncertov. Takrat je napisal svojo prvo skladbo, posvečeno sv. Jožefu.
Takoj po končanem Konservatoriju se je leta 1936 vpisal na Glasbeno akademijo v Zagrebu. Diplomiral je leta 1940 na pedagoškem oddelku Akademije.
Po diplomi se je zaposlil v Senju, kjer je deloval kot zborovodja ter učitelj klavirja, violine in harmonike. V Senju je izvedel tudi svoj prvi samostojni klavirski nastop s Chopinovim valčkom v Es-duru. Ob izbruhu 2. svetovne vojne je prek Zagreba prišel v Križevce, kjer je deloval kot zborovodja, vodja tamburaškega orkestra in učitelj glasbe.
Zaradi stikov z Narodnoosvobodilnim gibanjem je bil leta 1944 aretiran in poslan najprej v zapore v Stari Gradiški, potem pa v taborišče Jasenovac, od koder so ga po posredovanju kolegov in prijateljev izpustili spomladi 1945. Konec vojne je dočakal v Zagrebu.

## Glasbeni delavec in dirigent
Jeseni leta 1946 so ga na zahtevo Zveznega odbora za znanost in kulturo poslali v Temišvar v manjšinsko gimnazijo kot zborovodjo Srbskega pevskega društva. Po vrnitvi iz Temišvara je postal direktorja Zveznega urada za kulturne prireditve "Jugokoncert", leta 1948 pa je bil imenovan za inšpektorja glasbenih šol v Jugoslaviji. Leta 1950 je bil imenovan za namestnika odgovornega urednika glasbenega programa Radia Beograd, leta 1953 pa za glavnega urednika. Bil je tudi član Sekretariata Kulturno-prosvetnega sveta Jugoslavije, predsednik Glasbene komisije Jugoslovanske radiotelevizije in drugih organizacij s področja glasbe.
Kot dirigent je vodil ljubiteljska zbora "Branko Krsmanović" in "Lola Ribar" ter profesionalni pevski zbor Radia Beograd. Z zbori je izvajal koncerte v Beogradu, pa tudi na domačih in mednarodnih turnejah (Gradec, Istanbul). 
Je dobitnik številnih nagrad, priznanj in odlikovanj.

## Ustvarjalec sodobne glasbe
Kot skladatelj je začel delovati pozno. Kantata "Dnevi v temi" je bila premierno predstavljena maja leta 1961 na mednarodnem festivalu Glasbeni bienale v Zagrebu, v izvedbi zbora in simfoničnega orkestra Radio Beograd.
Kalčičeve skladbe so bile izvajane na številnih mednarodnih in domačih festivalih, kot so Muzički bienale Zagreb, Beogradske muzičke svečanosti, Mednarodni festival eksperimentalne muzike v Bourgesu, Jugoslovenska muzička Tribuna v Opatiji, Festival sodobne komorne glasbe Radenci in drugi.
Kalčič je prejel številne nagrade za glasbeno ustvarjalnost, med drugim 1. nagrado BEMUS za skladbo "Tri pokreta" za simfonični orkester, nagrado Jugoslovanske radiotelevizije za skladbo "Anagram", nagrade na tekmovanjih Združenja skladateljev Srbije in tekmovanjih Radia Beograd. Prejel je tudi državno odlikovanje Red dela z rdečo zastavo.
Ustvaril je 575 skladb, od tega je bilo 35 posnetih za Radio Beograd in ena v elektronskem studiu Češkega radia v Plznu. Posnetki so bili predvajani na vseh jugoslovanskih radijskih postajah, pa tudi na večini evropskih radijskih postaj.
Na ploščah glasbene založbe PGP RTB so bile objavljene kantata "Človeška solidarnost", "Nocturno" za mešani zbor in instrumentalni ansambel, ter elektronsko/konkretna kompozicija "Duboki do".

## Zasebno življenje
Jože Kalčič je živel v Beogradu z ženo Natalijo Bjelić, hčerko Ljerko in vnukom Boškom. Leta 1947 je odšel učiti na gimnazijo za Jugoslovansko manjšino v Temišvaru v Romuniji, kjer je spoznal prof. Lydio Iskrić, s katero je imel sina Gorana Iskrića. Umrl je septembra leta 1995 v Beogradu.